# Johan I van Wittem

Familiewapen Corsselaar

Johan I Corsselaar ook bekend als Jan van Wittem heer van Wittem (1310-1371) was een bastaardzoon van Johan II, hertog van Brabant en Limburg, graaf van Leuven, markgraaf van Antwerpen en heer van Mechelen (1275-1312), en diens maîtresse Catharina Corsselaar. 

## Titels
Johan droeg de titels heer van Wittem van 1310 tot 1371 en heer van Waltwilder, Mechelen, La Rochette, IJse en Colonster.

## Heerlijkheid IJse
De heren van IJse behoorden tot het geslacht Isque en waren vazallen van de hertog van Brabant. Dit geslacht stierf echter uit in de mannelijke lijn en de laatste erfgename, Maria d'Oisy, verkocht de heerlijkheid in 1335 aan Johan. 
Johans achterkleinzoon, Hendrik II van Wittem die trouwde met Jacoba van Glymes, bewoonde het Kasteel Boutersem. Diens zoon Hendrik III van Wittem (1440-1515) bouwde het kasteel van IJse nadat het dorp Overijse in 1489 was platgebrand door de troepen van Maximiliaan van Oostenrijk.

## Heerlijk en kasteel Wittem
Hij kocht in 1344 het Kasteel Wittem voor 2.300 gulden van Gerard van Wittem uit het geslacht 
Julémont die het kasteel sinds ca. 1200 in bezit heeft gehad.

## Huwelijk en kinderen
Johan I trouwde ca. 1338 met van Catharina van Holsit (ca. 1318-) de dochter van Thomas I van Holsit uit het geslacht Julemont en werd de vader van:
- Johan II Corsselaar, heer van Wittem en Beersel (1340-1405)

Na het overlijden van Catharina trouwde hij met Amalberga van Duivenvoorde-Wassenaer, vrouwe van Boutersem. Door zijn huwelijk met Amalberga kwam ook de heerlijkheid Boutersem in zijn bezit.
Zijn zoon Johan II verkreeg in 1391, als  seneschalk onder hertogin Johanna van Brabant en haar echtgenoot Wenceslas, de erkenning van zijn heerlijke rechten over Brussel en omgeving. Met de hulp van een Brusselse volksmilitie slaagde hij erin het naburige kasteel van Gaasbeek, waar de moordenaars van Everaard t'Serclaes zich verscholen hadden, in te nemen. Nakomelingen uit zijn tweede huwelijk zullen zeven generaties lang, tot het einde van de 16e eeuw, burchtheren van Beersel blijven.

## Galerij

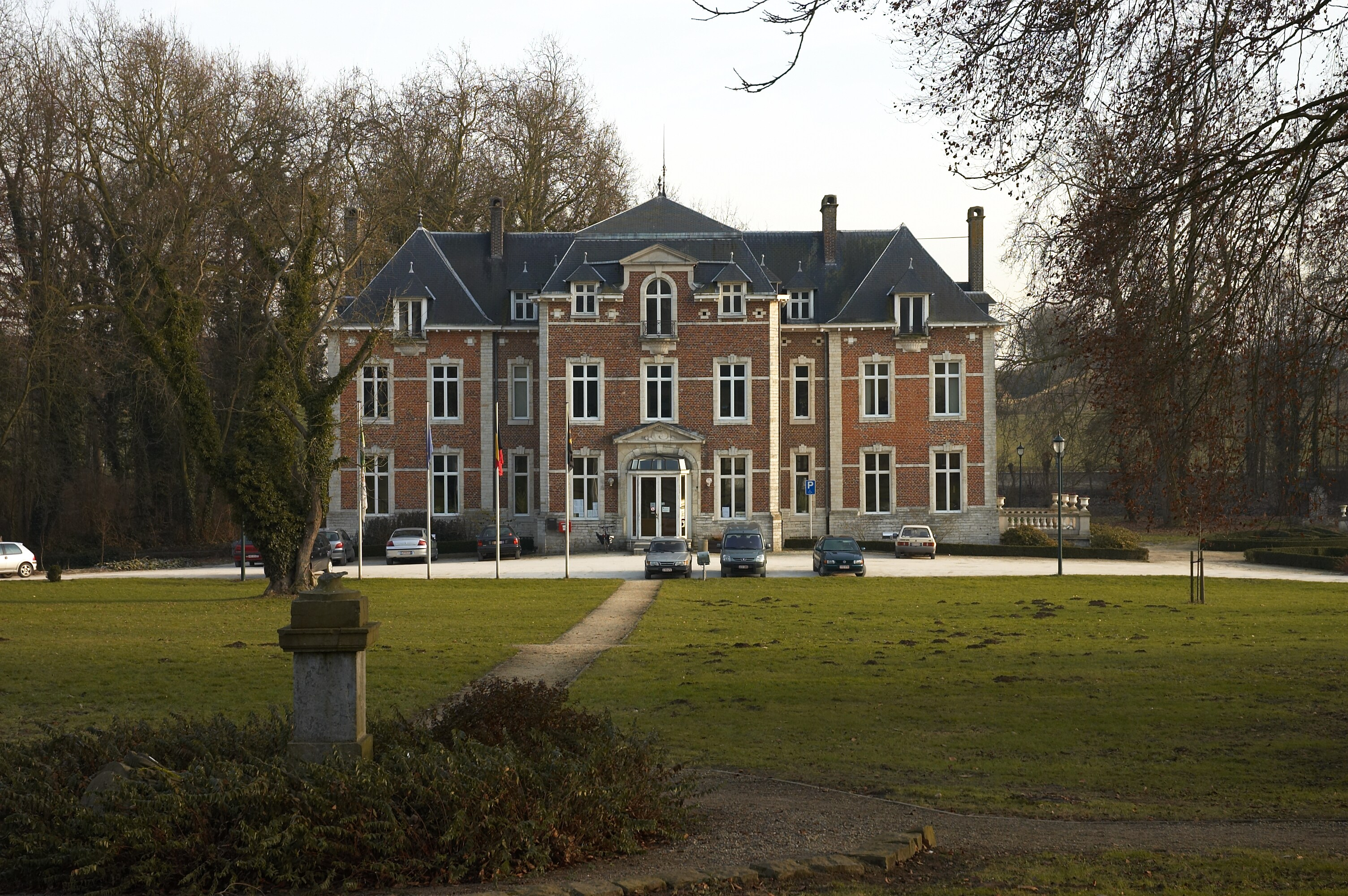
Kasteel Boutersem thans gemeentehuis (2006)
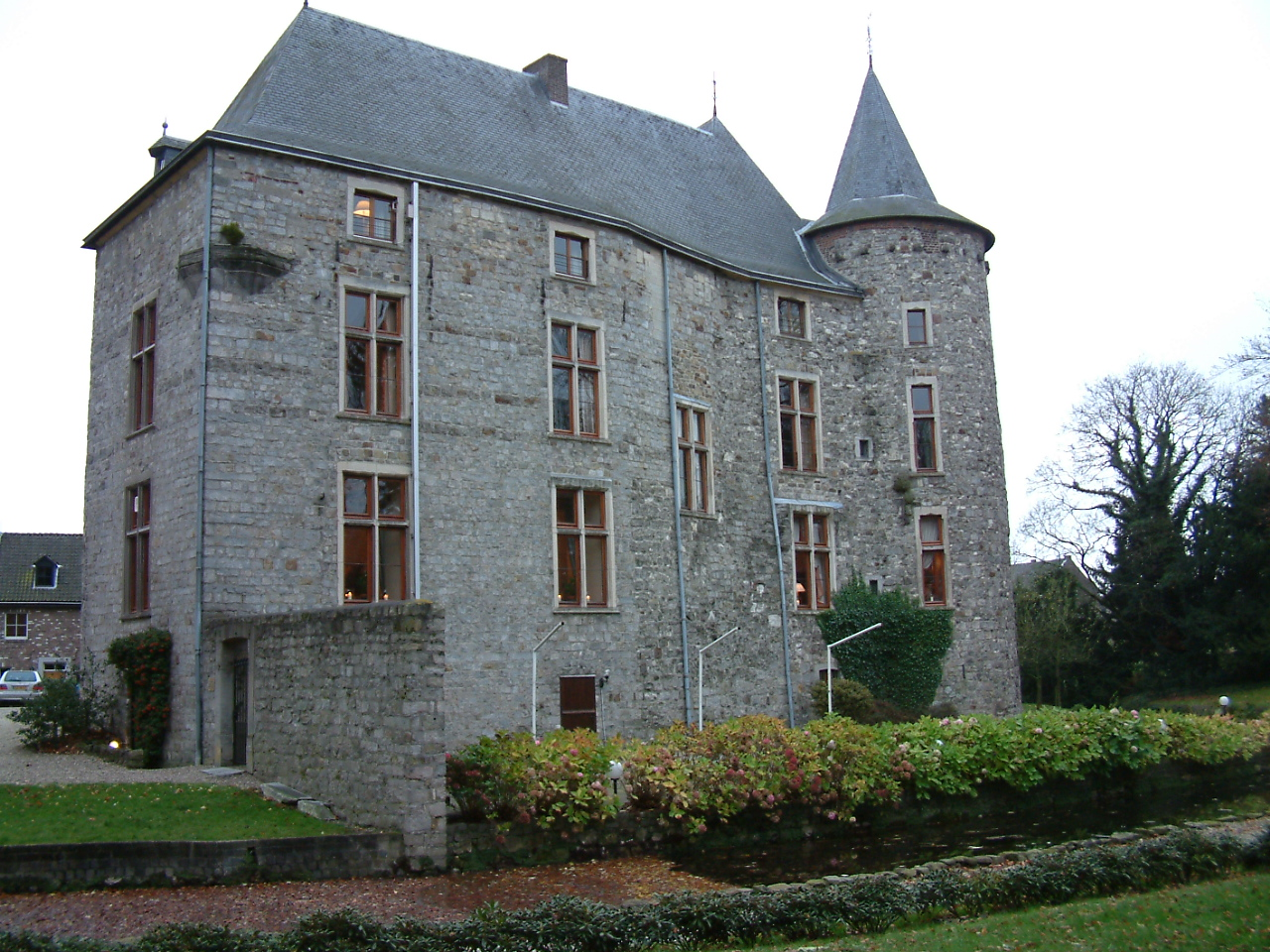
Kasteel Wittem (2002)
Wapen uit 1581 Heerlijkheid Mechelen